# NGC 2940
NGC 2940  ist eine elliptische Galaxie vom Hubble-Typ E/S0 im Sternbild Löwe auf der Ekliptik. Sie ist schätzungsweise 380 Millionen Lichtjahre von der Milchstraße entfernt und hat einen Durchmesser von etwa 100.000 Lichtjahren. 
Im selben Himmelsareal befinden sich u. a. die Galaxien NGC 2913, NGC 2939, IC 548.
Das Objekt wurde im Jahr 1877 von Ernst Wilhelm Leberecht Tempel entdeckt.